# Gonarthrus longipennis
Gonarthrus longipennis är en tvåvingeart som beskrevs av Greathead 1967. Gonarthrus longipennis ingår i släktet Gonarthrus och familjen svävflugor. Inga underarter finns listade i Catalogue of Life.